# Johanna II van Napels
Johanna II van Napels (Zadar, 25 juni 1373 - Napels, 2 februari 1435) was van 1414 tot aan haar dood koningin van Napels. Ze was de laatste heerser van Napels uit het huis Anjou-Sicilië.

## Levensloop
Johanna II werd geboren als dochter van koning Karel III van Napels en Margaretha van Durazzo.
In de herfst van 1401 huwde Johanna op 28-jarige leeftijd met hertog Willem van Binnen-Oostenrijk. Het huwelijk bleef echter kinderloos en in 1406 stierf Willem. Kort na de dood van haar echtgenoot begon Johanna een relatie met Pandolfello Apolo. Toen Johanna in 1414 haar broer Ladislaus opvolgde als koningin van Napels, benoemde ze Apolo tot seneschalk, de vertegenwoordiger van de koning. Op die manier kon een vrouw er in die dagen voor zorgen dat ze aan de macht kon blijven. Hij zou de eerste in een reeks mannelijke partners zijn voor Johanna. Pandolfello Apolo zorgde ervoor dat condottieri en constable Muzio Sforza zijn invloed aan het hof verloor, wat bij Sforza voor jaloezie zorgde.
In 1414 liet ze de weduwe van haar broer, koningin Maria van Edingen, gevangen nemen, ook haar vier minderjarige kinderen werden opgesloten. Na het betalen van losgelden liet Johanna II hen een voor en vertrekken uit Napels.
Begin 1415 verloofde Johanna zich met Johan, zoon van koning Ferdinand I van Aragon die 25 jaar jonger was dan zijzelf. De verloving werd echter al snel verbroken. Kort daarna huwde ze op 10 augustus 1415 met graaf Jacob II van La Marche. Op die manier hoopte Johanna om de steun van Frankrijk te krijgen. In het huwelijkscontract stond dat Jacob na het huwelijk de titel van vorst van Tarente zou krijgen, maar hij kreeg de titel uiteindelijk niet.
Als wraak liet Jacob Johanna's minnaar Apolo vermoorden en dwong hij haar om hem de titel van koning te geven. In een poging om de complete macht te verwerven, liet Jacob Johanna zelfs opsluiten in haar appartementen in het koninklijk hof. De adel in Napels kwam echter in opstand en in 1416 werd Johanna terug vrijgelaten. Vervolgens werd Jacob gedwongen om zijn koninklijke titel af te staan en terug te keren naar Frankrijk. Johanna begon vervolgens een relatie met Giovanni Caracciolo, die aan het hof enorm veel macht zou verwerven.
Op 28 oktober 1419 werd Johanna gekroond tot koningin van Napels en Sicilië. Kort daarna verslechterde de relatie tussen Johanna en de leenheer van het koninkrijk Napels, paus Martinus V. Ze had namelijk het advies opgevolgd van Caracciolo om de paus economische hulp te weigeren om een pauselijk leger op te bouwen. Als nieuwe strategie besloot de paus Lodewijk III van Anjou te steunen, die een troonpretendent van Napels was. Nadat Lodewijk in 1420 Campania had veroverd, liet de paus beide partijen samenroepen in een poging om persoonlijk voordeel uit de bedreiging van Johanna te halen.
Johanna weigerde echter de ambitieuze voorstellen van de paus te aanvaarden en riep de hulp in van de machtige koning Alfons V van Aragón, die als tegenprestatie tot erfopvolger van het koninkrijk Napels werd benoemd. Nadat Alfons V in juli 1421 in Napels was gearriveerd, verloor Lodewijk III van Anjou al snel de steun van de paus en kon Johanna koningin van Napels blijven. Kort daarna begon de relatie tussen Alfons en Johanna te verslechteren: in mei 1423 liet Alfons Giovanni Caracciolo arresteren en vervolgens belegerde hij de residentie van Johanna. Uiteindelijk werd er een akkoord bereikt: Caracciolo werd vrijgelaten en Johanna en haar partner moesten naar Aversa verhuizen. Daar ontmoette ze Lodewijk III van Anjou, die door Johanna benoemd werd tot de nieuwe erfopvolger van Napels. Lodewijk en Johanna slaagden erin om Alfons V uit Napels te verdrijven en in april 1424 keerde ze terug naar Napels.
Omdat de volgende jaren de ambities van Caracciolo steeds groter werden, gaf Johanna in 1432 de opdracht om hem dood te steken. De laatste jaren van haar bewind verliepen vrij vredevol. In 1435 stierf ze op 61-jarige leeftijd. René I, de jongere broer van de inmiddels overleden Lodewijk III van Anjou, volgde Johanna op als koning van Napels.